# Elmohardyia trinidadensis
Elmohardyia trinidadensis är en tvåvingeart som först beskrevs av Hardy 1948.  Elmohardyia trinidadensis ingår i släktet Elmohardyia och familjen ögonflugor. Inga underarter finns listade i Catalogue of Life.